# Bråvalla festival
Bråvalla festival var en tre dagar (+ förfest 2016-2017) lång musikfestival som hölls på tidigare Bråvalla flygplats i utkanten av Norrköping. Första gången festivalen genomfördes var 27–29 juni 2013. Arrangör var FKP Scorpio som även arrangerade bland annat Where's the Music? och Getaway Rock Festival.
Arrangörerna hade från början räknat med upp till 40 000 besökare första året, men festivalområdet och antalet artister utökades vilket ledde till Sveriges dittills mest besökta festival någonsin, med 51 590 sålda biljetter. Rekordet slogs emellertid redan 2014 av den nystartade festivalen Sthlm Fields, med 51 863 besökare. Senare samma år såldes 56 071 biljetter till 2014 års upplaga av Bråvalla festival, som därmed åter slog rekordet. År 2015 arrangerades Bråvalla mellan den 25 och 27 juni och bland artisterna som spelade fanns Robbie Williams, Calvin Harris, Muse, Kent, Lars Winnerbäck och Sabaton. Festivalen sålde då 50 703 biljetter.
Den 23 juni 2015 blev det klart att Norrköpings kommun förlänger sitt avtal med FKP Scorpio med ytterligare tio år, men den 1 juli 2017 meddelade FKP Scorpio att festivalen ställs in 2018 på grund av ett flertal anmälda sexbrott med kopplingar till festivalen.
20 juni 2018 meddelade FKP Scorpio att efter ha genomfört festivalen i fem år, så läggs festivalen ned för gott.  Bolagen som arrangerar festivalen, FKP Scorpio Sverige AB och FKP Scorpio Nordic AB, har redovisat en förlust med 104 miljoner kronor, respektive 131 miljoner kronor, mellan åren 2011 och 2015. Sommaren 2017 såldes 45 162 biljetter, vilket är den lägsta siffran sedan festivalen startades, men att det skulle vara anledningen till att festivalen läggs ner avisas av FKP Scorpio. 

## Festivalen år för år
| Nr | År   | Datum            | Besökare | Huvudakter                                     | Noterbara artister |
| -- | ---- | ---------------- | -------- | ---------------------------------------------- | --- |
| 1  | 2013 | 27–29 juni       | 51 590   | Avicii, Green Day och Rammstein                | Macklemore & Ryan Lewis, In Flames, A Day To Remember, Volbeat, Armin van Buuren, Paramore, The Gaslight Anthem, Mando Diao, Ghost, Bad Religion, Bullet For My Valentine |
| 2  | 2014 | 26–28 juni       | 56 071   | Iron Maiden, Kanye West och Kings of Leon      | Imagine Dragons, Lana Del Rey, Axwell ^ Ingrosso, M.I.A., The Offspring, Alesso, Bring Me The Horizon, Jake Bugg, Bastille, Belle & Sebastian, Dimitri Vangelis & Wyman |
| 3  | 2015 | 25–27 juni       | 50 703   | Calvin Harris, Muse och Robbie Williams        | In Flames, Kent, Sabaton‚ Deadmau5, Faith No More, All Time Low, Lars Winnerbäck, Wu-Tang Clan, A Day To Remember, Rise Against, Lamb of God, Major Lazer, KSMB |
| 4  | 2016 | 30 juni – 2 juli | 52 317   | Rammstein, Mumford & Sons och Volbeat          | Tenacious D, Macklemore & Ryan Lewis, Hardwell, Veronica Maggio, Nightwish, Biffy Clyro, Bring Me The Horizon, Wiz Khalifa, Bullet For My Valentine, Afrojack, Lukas Graham, Editors, Five Finger Death Punch, The 1975, At The Drive-In, Bastille, August Burns Red, Zara Larsson |
| 5  | 2017 | 28 juni - 1 jul  | 45 162   | Håkan Hellström, Martin Garrix och Linkin Park | Alesso, The Chainsmokers, Danzig, Die Antwoord, Ellie Goulding, Halsey, The Killers, Laleh, Prophets of Rage, Sabaton, Silvana Imam, System of a Down, Travis Scott, Dark Funeral                                                                                                  |

### Bråvalla festival 2013
I samband med att festivaldatum publicerades meddelades även de första tre bokningarna, vilka angav en bred musikinriktning inom olika populärmusikgenrer. Tyska Rammstein, amerikanska Green Day och svenska Avicii var de första bokningar som släpptes.
I november 2012 tillkännagav arrangörerna ytterligare åtta band/artister som skulle uppträda på festivalen, där totalt 112 olika akter kom att spela. Några av dessa var In Flames, Volbeat, Stone Sour, Armin van Buuren, Frank Ocean, Timbuktu & Damn!, Eldkvarn, Icona Pop och Nause.

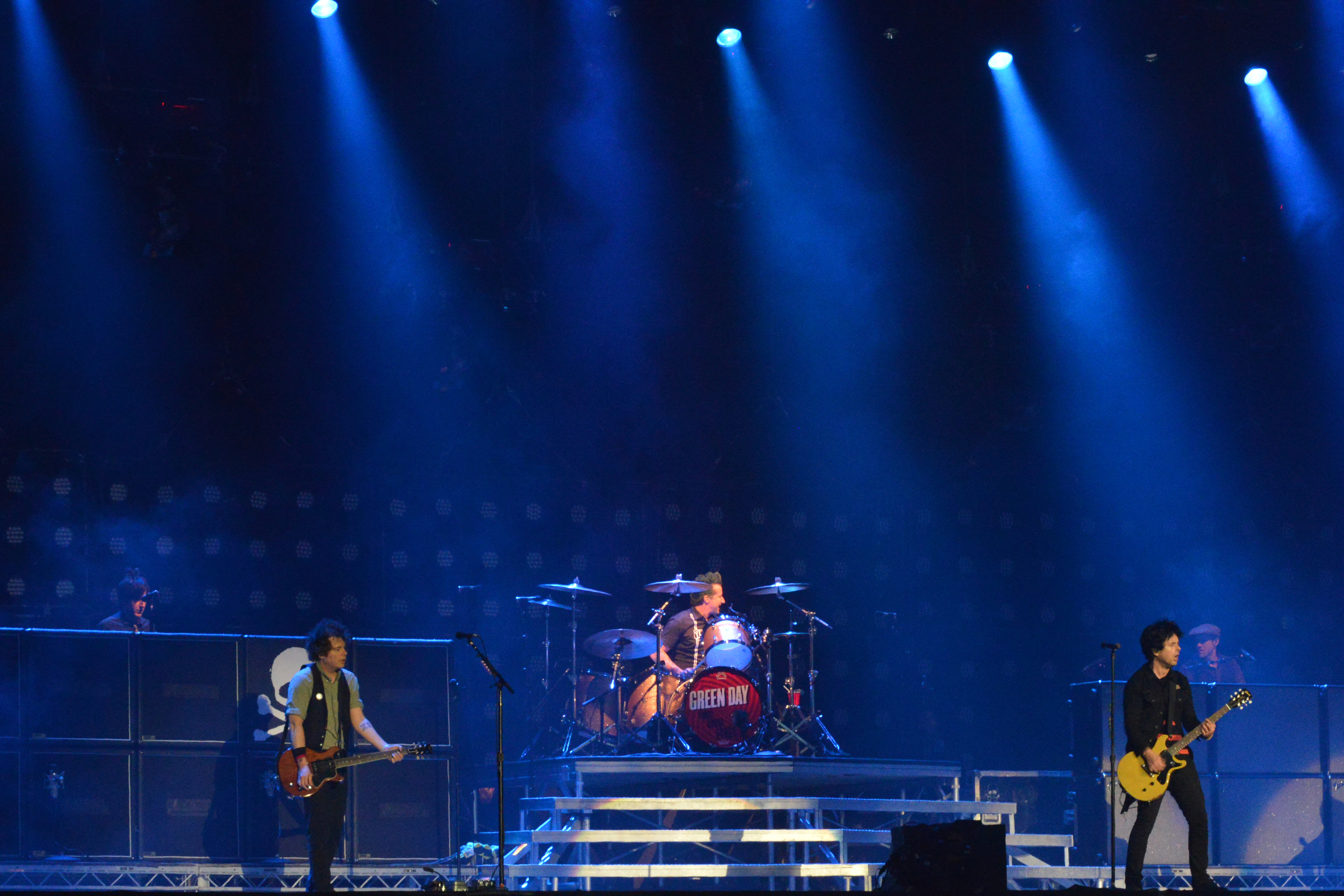
Billie Joe Armstrong med Green Day på Bråvalla festival 2013.

| Artister 2013 | Artister 2013 | Artister 2013 |
| Torsdag 27 juni | Fredag 28 juni | Lördag 29 juni |
| --- | --- | --- |
| Rammstein - In Flames - Macklemore & Ryan Lewis - Johnossi - Eldkvarn - Paramore - The Gaslight Anthem - Ghost B.C. - Mando Diao - Rival Sons - Airbourne - Eva Dahlgren - 2manyDJs - White Lies - Editors - Ken Ring - Rebecca & Fiona - Icona Pop - C2C - Kartellen - DJ Fresh - Miriam Bryant - Charli XCX - SUUNS - Dödselectro - Jerry Rekonius - Pang! - Gogol Bordello | Green Day - Armin Van Buuren - Stone Sour - OFWGKTA - Timbuktu & Damn! - Hoffmaestro - Hellsingland Underground - Frank Ocean - Bullet For My Valentine - Danko Jones - All Time Low - Neurosis - Earl Sweatshirt - Kvelertak - Familjen - Näääk & Nimo - John Dahlbäck - Albin Myers - John De Sohn - Syster Sol - Frank Turner & The Sleeping Souls - Walking Papers - Royal Republic - Skitarg - Trash Talk - Roses Gabor - Chase - Female DJ Revolution - Mick Kastenholt | Avicii - Volbeat - Thåström - Takida - A Day To Remember - The Sounds - Parkway Drive - Dada Life - Nicky Romero - Slagsmålsklubben - Nause - Far East Movement - Sebjak - Alina Devecerski - Kalle Baah - Bo Kaspers Orkester - Lindsey Stirling - Ron Pope - James McCartney - Daladubz - Lucas Nord - Lunde Bros. |

### Bråvalla festival 2014
Festivalen 2014 hölls den 26-28 juni. Totalt såldes det 56 071 biljetter till Bråvalla 2014. 
2014 infördes ett betalsystem med hjälp av ett chip på festivalarmbandet som laddades med pengar och lästes av vid köp. På grund av problem med chip under första festivaldagen, fick endagsbesökare för dagen besöka festivalen utan extra kostnad under andra festivaldagen. 
Klagomål framfördes av besökare som inte fått pengar återbetalda av arrangören. Konsumentverket råder folk att vända sig till kronofogden.
Ett par personer drabbades allvarligt av brännskador efter ett blixtnedslag. En person blev häktad för våldtäkt. Totalt 410 brott anmäldes varav 227 var olika typer av stölder och 140 narkotikabrott. 
| Artister 2014 | | |
| Torsdag 26 juni | Fredag 27 juni | Lördag 28 juni |
| Iron Maiden - Lana Del Rey - Anthrax - Imagine Dragons - Dimitri Vangelis & Wyman - Bring Me The Horizon - Albin Myers - Banks - Belle & Sebastian - Bombay Bicycle Club - Clean Bandit - Den Svenska Björnstammen - Dirty Loops - Dirty South - Drenge - Dropkick Murphys - Jagwar Ma - Jake Bugg - Lewis Watson - Linda Pira, Stor & Salazar Brothers - Mack Beats feat. Jaqe & Julia Spada - Markus Krunegård - M.I.A. - Netsky - Nero - Nina Persson - Reignwolf - Ron Pope - Sam Smith - Trivium - Frontload - Rasmus Faber - Stockholm Syndrome | Kings Of Leon - Alesso - Blasterjaxx - Bombus - Broiler - Chance The Rapper - Mando Diao - The Hives - Clutch - Daniel Adams-Ray - Drömriket - Foxes - Josh Record - Klingande - Linnea Henriksson - Lunde Bros - Lyla Foy - Movits! - Mustasch - Panda Da Panda - Passenger - Petter & Norrköping Symphony Orchestra - Placebo - Raubtier - Stu Larsen - Style Of Eye - The Kooks - The Preatures - Veronica Maggio - We Came As Romans - You Me at Six - Daniel Pereaux VS Jerry Rekonius - Female DJ Revolution - Filip Jenven | Kanye West - Axwell Λ Ingrosso - The Offspring - Adept - Adrian Lux - An21 - Bad Religion - Bastille - Blaudzun - Bloody Beetroots Live - Earl Sweetshirt - Elliphant - Family Of The Year - Galavant - Graveyard - Hurula - Ison & Fille - Laleh - Melissa Horn - NONONO - Of Mice & Men - Otto knows - The Afghan Whigs - The Bots - The War On Drugs - Tiger Bell - Truckfighters - Kuddrum - Pang! - Simone Vittulo |

### Bråvalla festival 2015
Festivalen 2015 hölls den 25-27 juni. 
| Artister 2015 | Artister 2015 | Artister 2015 |
| Torsdag 25 juni | Fredag 26 juni | Lördag 27 juni |
| --- | --- | --- |
| In Flames - Deadmau5 - A Day To Remember - Arch Enemy - Every Time I Die - Lamb of God - Millencolin - Parkway Drive - Rebecca & Fiona - Maskinen - Linda Pira - Angel Haze - Joey Bada$$ - A$ap Rocky - Skindred - Sonic Surf City - Papa Roach - Danko Jones - VHS - Miss Tee - Grabb - Stockholm Syndrome - Fritz Kalkenbrenner - Aronchupa - Above & Beyond - Steve Aoki | Robbie Williams - Muse - All Time Low - Lars Winnerbäck - Faith No More - Dada Life - Krewella - NOFX - Ola Salo - Tove Styrke - Emeli Sandé - Wu-Tang Clan - Atlas Losing Grip - Refused - Mapei - Mew - Milky Chance - Seinbo Sey - Silvana Imam - David Vrong - Don Palm - Filip Jenven - Lunde Bros - John Dahlbäck - Cazzette - Robin Schulz - R3hab | Calvin Harris - Sabaton - Kent - Rise Against - Major Lazer - Zara Larsson - Albin Myers - Andreas Moe - Backyard Babies - Carli - Familjen - Gregori Klosman - Eagles of Death Metal - Katzenjammer - KSMB - Imperial State Electric - Say Lou Lou - The Gaslight Anthem - Norlie & KKV - Stiftelsen - Nause - Madeon - Little Jinder - Qualinez - Oskar Syk - Jonathan Johansson - Red Fang - Kite - Modest Mouse - Marmozets |

### Bråvalla festival 2016
2016 års festival pågick i totalt fyra dagar, då en liten del av festivalområdet öppnade redan på onsdagen, vilket innebar att festivalen hölls 29 juni - 2 juli.
| Artister 2016           | Artister 2016 | Artister 2016 | Artister 2016 |
| Onsdag 29 juni          | Torsdag 30 juni | Fredag 1 juli | Lördag 2 juli |
| ----------------------- | --- | --- | --- |
| - Frej Larsson - E-type | Rammstein - Mumford & Sons - Biffy Clyro - Bring Me The Horizon - The 1975 - Editors - August Burns Red - Band of Horses - At The Drive-In - Skinny Lister - Yelawolf - Lost Frequencies - Zara Larsson - Don Diablo - Afrojack - Yellow Claw - Blossoms - Highasakite - Børns | Volbeat - Tenacious D - Macklemore & Ryan Lewis - Bastille - A$AP Ferg - Action Bronson - Dimitri Vangelis & Wyman - Angel Haze - Blues Pills - Lukas Graham - Sam Feldt - Alan Walker - Galantis - Vigiland - Amon Amarth - Hinds - Mac Miller - Miike Snow - The Sounds - Flogging Molly - Bugzy Malone - Erik Lundin - Skinny Lister | Hardwell - Veronica Maggio - Nightwish - Five Finger Death Punch - Bullet For My Valentine - Wiz Khalifa - Jamie Lawson - Melissa Horn - Icona Pop - Felix Jaehn - Turbonegro - Lost Society - Lorentz - Alan Walker - Albin Myers - Lost Society - Thundermother |

### Bråvalla festival 2017
| Artister 2017                                                                         | Artister 2017 | Artister 2017 | Artister 2017 |
| Onsdag 28 juni                                                                        | Torsdag 29 juni | Fredag 30 juni | Lördag 1 juli |
| ------------------------------------------------------------------------------------- | --- | --- | --- |
| System of a Down - Bamse och hans vänner - Hoffmaestro - Scooter - Skindred - Sabaton | Linkin Park - Adept - Bob Hund - Gogol Bordello - Laleh - LP - Mac Miller - Of mice and men - Otto Knows - Passenger - $UICIDEBOY$ - Tjuvjakt - Ane Brun - Rae Sremmurd - Bear´s den - Danzig - Dirty South - Fritz Kalkbrenner - Gabrielle - Gavin James - Halsey - Highly suspect - Martin Jensen | Håkan Hellström - Alesso - The Chainsmokers - Dada Life - Mando Diao - Baroness - Die Antwoord - HOV1 - Sabina Ddumba - Silvana Imam - Travis Scott - Angerfist - Bassjackers - Cult of Luna - Danko Jones - Kreator - Skepta - Stormzy - You me at six | Martin Garrix - The Killers - Ellie Goulding - Prophets of Rage - Henrik Berggren - Linnea Henriksson - Miriam Bryant - Norlie & KKV - Miss Li - Nause - Young Lean - Little Jinder - Rebecca & Fiona - Hurula - Dark Funeral - Kvelertak - Raised Fist |

## Scener
- Panorama - Festivalens huvudscenen.
- Luna - En scen väldigt lik Panorama när det gäller storlek.
- Juno - En mindre scen vid sidan av Panorama.
- Sensation - Scen avsedd för elektronisk dansmusik.
- Pacific - En mindre scen inuti ett tält.
- Norrköping Lounge - En inomhusscen för stand-up comedy.